# Crocicreas rufescens
Crocicreas rufescens är en svampart som beskrevs av S.E. Carp. 1981. Crocicreas rufescens ingår i släktet Crocicreas och familjen Helotiaceae.   Inga underarter finns listade i Catalogue of Life.